# The At Last World Tour
The At Last World Tour es una gira de Cyndi Lauper con apoyo de su álbum At Last.

## Listado de canciones
El listado de canciones varia depende el lugar.
Concierto del 11 de marzo en Nueva York, Nueva York, Estados Unidos.
1. At Last
2. Stay
3. I Drove All Night
4. If You Go Away
5. All Through The Night
6. Walk On By
7. Don't Let Me Be Misunderstood
8. She Bop
9. Sisters Of Avalon
10. Change Of Heart
11. True Colors
12. Shine
13. It's Hard To Be Me
14. Money Changes Everything
15. Unchained Melody
16. Time After Time
17. Girls Just Want To Have Fun

## DVD
- Datos: Q6144017